# Moszkovszkije Vedomosztyi

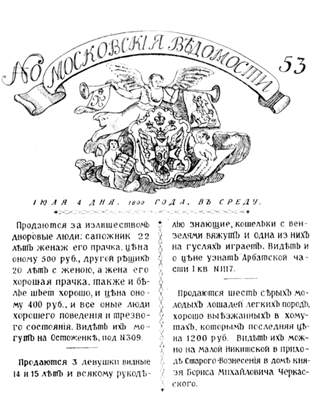
A Moszkovszkije Vedomosztyi 1800. július 4-i számának címlapja

A Moszkovszkije Vedomosztyi (oroszul: Московские ведомости) az 1800-as évek legnagyobb példányszámú újságja volt az Orosz Birodalomban.
A lapot a Moszkvai Egyetem (ma: Lomonoszov Állami Egyetem) alapította az egyetem létrejötte után egy évvel, 1756-ban. A kezdeti időszakban 600-as példányszámú lap nyomtatását a moszkvai egyetemi nyomdában végezték. Az újságba eleinte az egyetem professzorai írtak, és jelentős terjedelemben jelentetett meg hivatalos egyetemi közleményeket.
1779-től szerkesztését és kiadását a kor legjelentősebb orosz újságírójára, Nyikolaj Novikovra bízták, aki heti rendszerességű megjelenést vezetett be, valamint irodalmi és művészeti melléklettel egészítette ki a lapot. Novikov 1789-es távozásáig a lap példányszáma elérte a 4000-t.
Az újság 1812-től már hetente kétszer, 1842-től háromszor, majd 1859-től naponta jelent meg. A lapra jelentős befolyást gyakorolt Mihail Katkov, aki 1850–1855, valamint 1863–1887 között volt főszerkesztő. Az ő tevékenysége alatt vált a Moszkovszkije vedomosztyi befolyásos, véleményformáló lappá, miközben példányszáma elérte a 12 000-t. A lap Katkov szerkesztői tevékenysége nyomán félhivatalos jelleget vett fel, bár hivatalosan továbbra is a Moszkvai Egyetem volt a tulajdonos. Katkov idején az orosz nacionalista gondolkodás legfőbb orgánuma volt, mely fórumot biztosított az államközpontú nacionalizmus híveinek. Különösen népszerű volt a hivatalnoki réteg körében. Jól értesültségét annak köszönhette, hogy Katkov jó kapcsolatokat ápolt számos kormányzati személyiséggel, köztük kormányzókkal, így kormányzati dokumentumokhoz is hozzájutott.
A későbbi főszerkesztők, például Vlagyimir Gringmut és Lev Tyihomirov alatt az újság az antiszemita, nacionalista fekete százak mozgalomhoz közeli körök befolyása alá került. A Moszkovszkije Vedomosztyi 1917. november 9-ig működött, amikor a bolsevikok az októberi forradalom után két nappal bezáratták.

## Külső hivatkozások
- A Moszkovszkije Vedomosztyi lap története (oroszul)